# Ма Хунбинь
Ма Хунбинь (кит. упр. 马鸿宾, пиньинь Mǎ Hóngbīn, 1884—1960) — китайский милитарист из числа «Северо-западных Ма». По национальности — хуэйцзу. Племянник Ма Фусяна.
С детства следовал за дядей Ма Фусяном, потом присоединился к войскам Фэн Юйсяна. При поддержке Чан Кайши стал командиром 22-й дивизии в 22-й армии НРА. С 1921 по 1928 годы он был губернатором провинции Нинся, в 1930 году стал главой правительства провинции Нинся. Однако в том же году Ма Хунбинь вступил в борьбу со своим братом Ма Хункуем, и проиграл. Чан Кайши, используя ситуацию к собственной выгоде, спас Ма Хунбиня от полного разгрома, и в 1930 году сделал главой Провинциального совета провинции Ганьсу. Однако пост Ма Хунбиня был чисто номинальным, так как вся реальная власть в провинции принадлежала его двоюродному брату Ма Чжунъину. Даже после того, как в июле 1934 года Ма Чжунъин бежал в СССР, население и большая часть местных войск оставались верны ему.
Во время войны с Японией Ма Хунбинь был командиром 81-го корпуса, после войны стал главным советником при штаб-квартире Северо-Западной армии. В 1949 году, когда НОАК стала наступать на северо-запад, Ма Хунбинь вместе со своим 81-м корпусом перешёл на сторону коммунистов. В КНР он стал заместителем губернатора провинции Ганьсу, заместителем председателя комиссии по межнациональным отношениям, членом Центрального военного совета КНР.